# Monkland (Oregon)
Monkland az Amerikai Egyesült Államok északnyugati részén, Oregon állam Sherman megyéjében, a U.S. Route 97 közelében elhelyezkedő önkormányzat nélküli település.
A posta 1886 és 1919 között működött. Nevét valószínűleg az Ontario állambeli Monklandről (ma North Stormont), több telepes korábbi lakóhelyéről kapta.

## Fordítás
- Ez a szócikk részben vagy egészben  a   Monkland, Oregon című angol Wikipédia-szócikk ezen változatának fordításán alapul.  Az eredeti cikk szerkesztőit annak laptörténete sorolja fel. Ez a jelzés csupán a megfogalmazás eredetét és a szerzői jogokat jelzi, nem szolgál a cikkben szereplő információk forrásmegjelöléseként.